# Міковиці (Нижньосілезьке воєводство)
Міковиці (пол. Mikowice) — село в Польщі, у гміні Клодзко Клодзького повіту Нижньосілезького воєводства.
Населення — 74 особи (2011).

## Демографія
Демографічна структура станом на 31 березня 2011 року:
|          | Загалом | Допрацездатний вік | Працездатний вік | Постпрацездатний вік |
| -------- | ------- | ------------------ | ---------------- | -------------------- |
| Чоловіки | 37      | 6                  | 31               | 0                    |
| Жінки    | 37      | 6                  | 25               | 6                    |
| Разом    | 74      | 12                 | 56               | 6                    |